# Швайко, Николай Иосифович
Николай Иосифович Швайко (22 сентября 1935, село Кадиевка, теперь Ярмолинецкого района Хмельницкой области — 19 сентября 2000, город Украинск Донецкой области) — украинский советский деятель, шахтер, бригадир рабочих очистного забоя шахты «Украина» комбината «Красноармейскуголь» Донецкой области. Герой Социалистического Труда (30.03.1971). Депутат Верховного Совета УССР 8-го созыва.

## Биография
Родился в крестьянской семье. В 1953 году окончил семилетнюю школу села Кадиевки Ярмолинецкого района.
В 1953 году добровольно уехал на шахты Донбасса. Некоторое время учился в горнопромышленном училище поселка Ханжонково (теперь в составе города Макеевки) Сталинской области, но обучение не завершил. Затем работал рабочим забоя шахты «Пролетарская».
В 1962—1978 годах — горный рабочий, бригадир рабочих очистного забоя шахты «Украина» комбината «Красноармейскуголь» города Украинска Донецкой области.
Член КПСС с 1968 года.
С 1978 года — бригадир участка шахты имени Д.  С.  Коротченко производственного объединения «Красноармейскуголь» города Селидово Донецкой области.
Потом — на пенсии в городе Украинске Селидивского городского совета Донецкой области, где и похоронен.

## Награды
- Герой Социалистического Труда (30.03.1971)
- орден Ленина (30.03.1971)
- орден Дружбы народов
- орден «Знак Почета» (29.06.1966)
- медали
- знак «Шахтерская слава» 1-й ст.
- знак «Шахтерская слава» 2-й ст.
- знак «Шахтерская слава» 3-й ст.